# Св. св. Константин и Елена (Енидже Вардар)
„Св. св. Константин и Елена“ (на гръцки: Ιερός ναός Αγίων Κωνσταντίνου και Ελένης) е възрожденски православен енорийски храм в южномакедонския град Енидже Вардар (Яница), Гърция, част от Воденската, Пелска и Мъгленска епархия.

## История
Храмът е построен в българската махала Варош в североизточната част на града в 1906 година от Ениджевардарската българска община на Българската екзархия под името „Св. св. Кирил и Методий“. В 1909 година дебърски иконописци, водени от Апостол Христов, изписват иконите на храма.
Георги Божков пише в спомените си:
| „ | За построяването на новата българска църква “Кирил и Методий” помогнаха не само средствата на гражданите, но и революционния десятък, част от който се отделяше за тази цел. Самата църква е построена до турското гробище “Карлъ баба”, от което нашите изкрадоха големите камъни, които поставиха в основата ѝ. За освещаването на църквата, което стана през 1905 год. искахме да дойде струмишкия владика, но той отказа, защото гърците не се съгласиха и подействуваха на турските власти да откажат. Така в града станаха три църкви: гръцката “Св. Богоройца”, българската “Св. Кирил и Методий”, която сетне гърците преименуваха “Св. Константин” и униятската “Св. Петър и Павел”. | “ |

След попадането на Енидже Вардар в Гърция след Балканските войни, храмът е прекръстен на „Св. св. Константин и Елена“.

## Описание
Първоначалната архитектурна форма на храма е трикорабна базилика с женска църква. В 1952 – 1953 година е преустроен в петкорабна базилика. Размерите на църквата са 25 m дължина, 17 m ширина и 8 m височина. През 1988-1890 година на запад е направен нартекс. Покривът е на четири води с керемиди. Входовете са три - от запад, юг и север. В северозападния ъгъл е пристроена камбанария. В дъното на северния и южния кораб има два параклиса.
Във вътрешността корабите са разделени с дървени колони. Част от стенописите са дело на Христофанис Вуцинас и учениците му, а тези по пътеките са на зографите Кузоглу и Сарис – вдясно сцени от живота на Христос, а вляво на Богородица. Иконостасът е резбован, а иконите на него са дело на монаси от манастира „Свети Дух“ в Оропос. Преносимите икони са на М. Котикостас.